# Ludvikahem

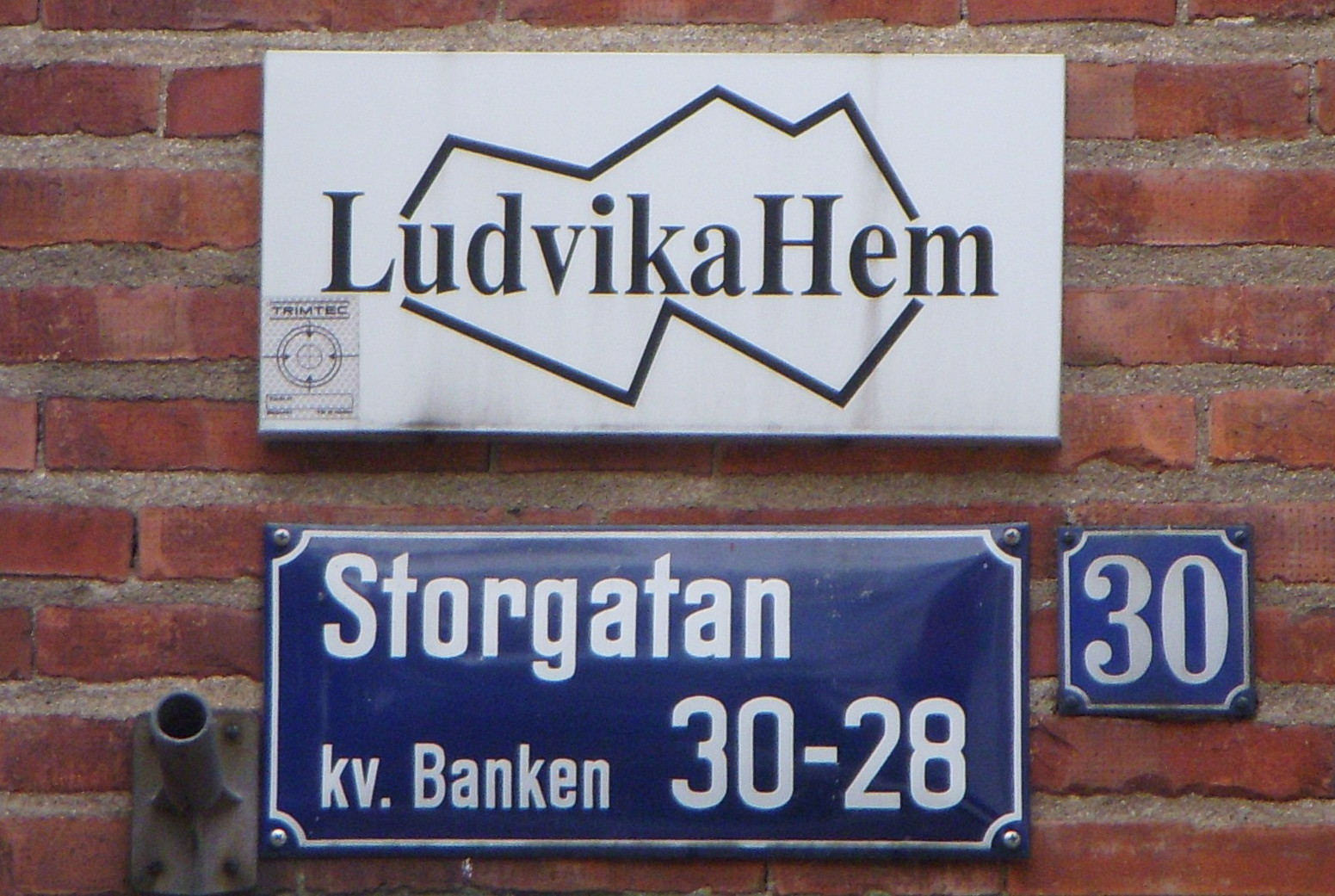
"LudvikaHem" på Storgatan 30, Ludvika.

LudvikaHem AB är ett kommunalt bostadsföretag med verksamhet i Ludvika kommun, som är företagets ägare. LudvikaHems fastighetsbestånd omfattade 3 178 lägenheter år 2011.